# Allison Township (Pennsylvanie)
Pour les articles homonymes, voir Allison Township.
Allison Township est un township, situé au centre du comté de Clinton, aux États-Unis,. En 2010, il comptait une population de 193 habitants.

## Démographie
Lors du recensement de 2010, le township comptait une population de 193 habitants. Elle est également estimée, en 2016, à 195 habitants.

### Source de la traduction
- (en) Cet article est partiellement ou en totalité issu de l’article de Wikipédia en anglais intitulé « Allison Township, Clinton County, Pennsylvania » (voir la liste des auteurs).